# Zubtsov
Zubtsov (del ruso: Зубцо́в) es una ciudad de la óblast de Tver, en Rusia. Se encuentra en la confluencia del Volga y el río Vazuza, a 44 km al sudeste de Stáritsa, 112 km (144 km por carretera) al sudoeste de Tver y a 195 km al noroeste de Moscú. Su población se elevaba a 6.979 habitantes en 2009. 
A efectos de desconcentración administrativa de los órganos federales y de la óblast, es la capital del raión homónimo. Sin embargo, a efectos de autogobierno local es desde 2022 la sede de un ókrug municipal, en el que un solo ayuntamiento con sede en la ciudad extiende su jurisdicción sobre todo el raión.

## Historia
Zubtsov es mencionada por primera vez en una crónica de 1216. En la Edad Media, se levantó aquí una fortaleza fronteriza del principado de Tver. Fue anexionada por Moscovia con el resto del principado en 1485. La ciudad era conocida como importante mercado de lino. Su catedral neoclásica fue construida en 1801. Tiene estatus de ciudad desde 1776.
Durante la Segunda Guerra Mundial, Zubtsov fue el escenario de violentos enfrentamientos en el marco de las batallas de Rzhev. Fue tomada por las tropas de la Wehrmacht el 11 de octubre de 1941 y liberada por las tropas del Ejército Rojo el 23 de agosto de 1942, en el marco de la operación Rzhev-Sychovka.La ciudad fue destruida casi en su totalidad. Alrededor de 15.000 soldados soviéticos están enterrados en el memorial de Zubstov. La ciudad recuperó importancia gracias a la construcción del embalse de Vazuza en la década de 1970. El embalse suministra actualmente una cuarta parte del agua potable consumida por Moscú.

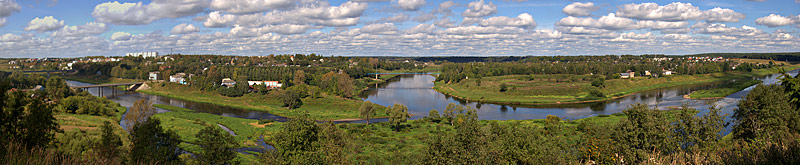
Confluencia del Vazuza y del Volga en Zubtsov.

## Demografía
| 1897  | 1939  | 1959  | 1970  | 1979  | 1989  | 1998  | 2002  | 2008  |
| ----- | ----- | ----- | ----- | ----- | ----- | ----- | ----- | ----- |
| 3 000 | 3 700 | 5 600 | 4 700 | 6 400 | 7 600 | 8 100 | 7 430 | 7 078 |

## Industria y transporte
En la ciudad existe una fábrica de maquinaria, así como varias compañías dedicadas a la industria textil y alimentaria.
La ciudad está conectada al ferrocarril construido en 1901 entre Moscú y Riga (kilómetro 217). Está del mismo modo en la autopista rusa M9 entre Moscú - Velíkiye Luki - frontera letona (hacia Rēzekne).